# Нигде не плотное множество
Нигде не плотное множество — множество {\displaystyle A} топологического пространства {\displaystyle (X,\tau )}, внутренность замыкания которого пуста ({\displaystyle \operatorname {Int} {\bar {A}}=\varnothing }), иначе говоря, множество, которое не является плотным ни в одной окрестности пространства {\displaystyle X}.
Эквивалентно, множество {\displaystyle A\subseteq X} является нигде не плотным в {\displaystyle X} тогда и только тогда, когда в каждом непустом открытом множестве {\displaystyle U} можно найти непустое открытое множество {\displaystyle V}, не пересекающееся с {\displaystyle A} (то есть {\displaystyle V\subseteq U\setminus A}).

## Свойства
- Семейство {\displaystyle {\rm {NWD}}(X)} всех нигде не плотных множеств пространства {\displaystyle X} образуют идеал подмножеств {\displaystyle X}, то есть:
если {\displaystyle A,B\in {\rm {NWD}}(X)}, то {\displaystyle A\cup B\in {\rm {NWD}}(X)},
если {\displaystyle A\in {\rm {NWD}}(X)} и {\displaystyle B\subseteq A}, то {\displaystyle B\in {\rm {NWD}}(X)},
{\displaystyle X\notin {\rm {NWD}}(X)}.
- Если {\displaystyle A\subseteq Y\subseteq X} и {\displaystyle A} является нигде не плотным в {\displaystyle Y} ({\displaystyle A\in {\rm {NWD}}(Y)} где топология в {\displaystyle Y} индуцированна от {\displaystyle X}), тогда {\displaystyle A\in {\rm {NWD}}(X)}.
- Пусть {\displaystyle A\subseteq Y\subseteq X} и {\displaystyle Y} — плотное подмножество в {\displaystyle X}. Тогда {\displaystyle A\in {\rm {NWD}}(X)} тогда и только тогда, когда {\displaystyle A\in {\rm {NWD}}(Y)}.
- Множество {\displaystyle A} является нигде не плотным тогда и только тогда, когда его замыкание является нигде не плотным множеством. Таким образом, каждое нигде не плотное множество содержится в некотором замкнутом нигде не плотном множестве.
- Замкнутое нигде не плотное множество является границей открытого множества.